# 이철희 (1964년)
이철희(李哲熙, 1964년 11월 20일 ~ )는 대한민국의 정치인이다. 더불어민주당 비례대표로 제20대 국회의원을 지냈고, 문재인 정부의 대통령비서실 정무수석비서관이다.

## 경력
- 1988.03 ~ 1989 한국정치연구회 운영위원, 섭외부장
- 1994.02 ~ 1995.06 국회의원 비서관
- 1995.06 ~ 1997.05 정보화전략연구소 기획팀장
- 1998.01 ~ 1999.02 RCM 기획실 실장
- 1999.03 ~ 2000.02 대통령비서실 정책2행정관
- 2001.02 ~ 2001.09 21세기 문화정책위원회 사무국장
- 2002.09 ~ 2002.12 제16대 대통령 선거 새천년민주당 노무현 대통령후보 선거대책위원회 미디어선거특별본부 간사
- 2002.12 ~ 2003.02 노무현 대통령 당선자 비서실 전문위원
- 2004.05 ~ 2006.01 김한길 국회의원 보좌관
- 2005.02 ~ 2007.01 대한핸드볼협회 관리이사
- 2006.01 ~ 2007.02 열린우리당 김한길 원내대표 비서실 부실장, 국회정책연구위원
- 2008.06 ~ 2010.10 한국사회여론연구소 컨설팅본부장, 부소장
- 2010.03 서울디지털대학교 겸임교수
- 2010.09 ~ 2010.12 한신대학교 외래교수
- 2010.11 ~ 2011.06 민주당 전략기획위원회 상임 부위원장
- 2011.06 ~ 2011.12 민주정책연구원 상근부원장
- 2012 ~ 2016.03 두문정치전략연구소장
- 2016.01 ~ 2016.02 더불어민주당 뉴파티위원장
- 2016.01 ~ 2016.04 제20대 국회의원 선거 더불어민주당 선대위원
- 2016.02 ~ 2016.04 제20대 국회의원 선거 더불어민주당 총선기획단 전략기획본부장
- 2016.03 ~ 2016.04 제20대 국회의원 선거 더불어민주당 선거대책위원회 상황실장
- 2016년 4월 13일: 대한민국 제20대 국회의원 선거 당선(비례대표, 더불어민주당, 초선)
- 2016.04 ~ 2016.09 더불어민주당 전략기획위원장
- 2016.05 ~ 2016.08 더불어민주당 전국대의원대회준비위원회 당헌당규분과위원회 위원
- 2016.06 ~ 2020.05 국회 연구모임 Agenda 2050 정회원
- 2016.07 ~ 2020.05 국회 따뜻한 미래를 위한 정치기획 공동대표
- 2016.11 ~ 2018.09 더불어민주당 외교안보통일자문회의 위원
- 2017.02 ~ 2018.09 더불어민주당 전국직능대표자회의 부의장
- 2017.03 ~ 2018.09 더불어민주당 을지키는민생실천위원회 운영위원
- 2017.04 ~ 2017.05 제19대 대통령 선거 더불어민주당 문재인 대통령 후보 중앙선거대책위원회 전략본부 부본부장
- 2017.06 ~ 2018.09 더불어민주당 TK특별위원회 위원
- 2017.10 ~ 2019.01 더불어민주당 중앙당후원회 운영위원
- 2018.05 ~ 2019.01 더불어민주당 원내부대표(기획)
- 2019.01 ~ 2019.05 더불어민주당 원내수석부대표 권한대행
- 2019.05 ~ 민주연구원 부원장
- 2021.04 ~ 2022.05 대통령비서실 정무수석비서관

### 의정 활동
- 2016.05 ~ 2020.05: 제20대 국회의원(비례대표, 더불어민주당, 초선)
  - 2016.06 ~ 2018.05: 제20대 국회 전반기 국방위원회 간사
  - 2016.07 ~ 2017.07: 제20대 국회 정치발전특별위원회 위원
  - 2018.01 ~ 2018.06: 제20대 국회 사법개혁특별위원회 위원
  - 2018.07 ~ 2019.03: 제20대 국회 후반기 운영위원회 위원
  - 2018.07 ~ 2019.07: 제20대 국회 후반기 과학기술정보방송통신위원회 위원
  - 2018.07: 제20대 국회 대법관(김선수·이동원·노정희) 임명동의에 관한 인사청문특별위원회 위원
  - 2018.10 ~ 2019.08: 제20대 국회 정치개혁 특별위원회 위원
  - 2019.03 ~ 2019.05: 제20대 국회 후반기 운영위원회 간사
  - 2019.03 ~ 2019.05: 제20대 국회 후반기 운영위원회 국회운영개선소위원회 위원장
  - 2019.07 ~ 2020.05: 제20대 국회 후반기 법제사법위원회 위원
  - 2019.08 ~ 2019.10: 제20대 국회 후반기 예산결산특별위원회 위원

## 저서
- 《1인자를 만든 참모들》. 위즈덤하우스. 2003년. ISBN 9788989313335
- 《어드바이스 파트너》. 페가수스. 2009년. ISBN 9788996091752
- 《1인자를 만든 2인자들》. 페이퍼로드. 2009년. ISBN 9788992920285
- 《이기는 정치 소통의 리더십》. 너울북. 2010년. ISBN 9788995369364
- 《무엇을 어떻게 할 것인가》. 너울북. 2012년. ISBN 9788996738039

## 출연작
- 《시사콘서트 정치in》(MBN, 2012년 4월 4일 ~ 2013년 1월 25일)
- 《서세원 남희석의 여러 가지 연구소》(채널A, 2013년 6월 26일 ~ 2013년 7월 17일)
- 《썰전》(JTBC, 2013년 2월 21일 ~ 2016년 1월 8일, 2018년 8월 16일 ~ 현재)
- 《생방송 퇴근길 이철희입니다》(교통방송 2013년 10월 14일 ~ 2015년 12월 31일)
- 《임백천 임윤선의 뉴스 콘서트》(JTBC, 2013년 4월 3일 ~ 2014년 2월 7일)
- 《신문이야기 돌직구 쇼》(채널A, 2013년 7월 8일 ~ 종영)
- 《게릴라 특강쇼 바운스》(JTBC, 2013년 8월 24일 ~ 종영)
- 《토론대첩_도장깨기》(tvN, 2018년 3월 6일 ~ )

## 역대 선거 결과
| 실시년도 | 선거   | 대수 | 직책     | 선거구   | 정당         | 득표수       | 득표율          | 순위         | 당락 | 비고 |
| -------- | ------ | ---- | -------- | -------- | ------------ | ------------ | --------------- | ------------ | ---- | ---- |
| 2016년   | 총선   | 20대 | 국회의원 | 비례대표 | 더불어민주당 | 6,069,744 표 | \| \| 25.54% \| | 비례대표 8번 |      | 초선 |
|          | 25.54% |      |          |          |              |              |                 |              |      |      |

## 같이 보기
- 대한민국 제20대 국회의원 선거 더불어민주당 후보 목록#비례대표
- 대한민국의 대통령비서실 수석비서관